# Condéon
Condéon ist eine westfranzösische Gemeinde mit 609 Einwohnern (Stand 1. Januar 2022) im Département Charente in der Region Nouvelle-Aquitaine (vor 2016 Poitou-Charentes). Sie gehört zum Arrondissement Cognac und zum Kanton Charente-Sud. Die Einwohner werden Condéonais genannt.

## Lage
Condéon liegt etwa 42 Kilometer südwestlich von Angoulême in der Kulturlandschaft des Angoumois. Hier entspringt der Fluss Lary. Umgeben wird Condéon von den Nachbargemeinden Reignac im Westen und Norden, Salles-de-Barbezieux im Norden, Challignac im Nordosten, Berneuil im Osten, Chillac im Südosten, Oriolles im Süden, Touvérac im Südwesten sowie Le Tâtre im Südwesten und Westen.

## Bevölkerungsentwicklung
| Jahr                       | 1962 | 1968 | 1975 | 1982 | 1990 | 1999 | 2006 | 2019 |
| Einwohner                  | 621  | 603  | 533  | 518  | 553  | 540  | 550  | 620  |
| Quellen: Cassini und INSEE |      |      |      |      |      |      |      |      |

## Sehenswürdigkeiten
- Kirche Saint-Marien aus dem 11. Jahrhundert, seit 1913 Monument historique
- Windmühle
- Motte

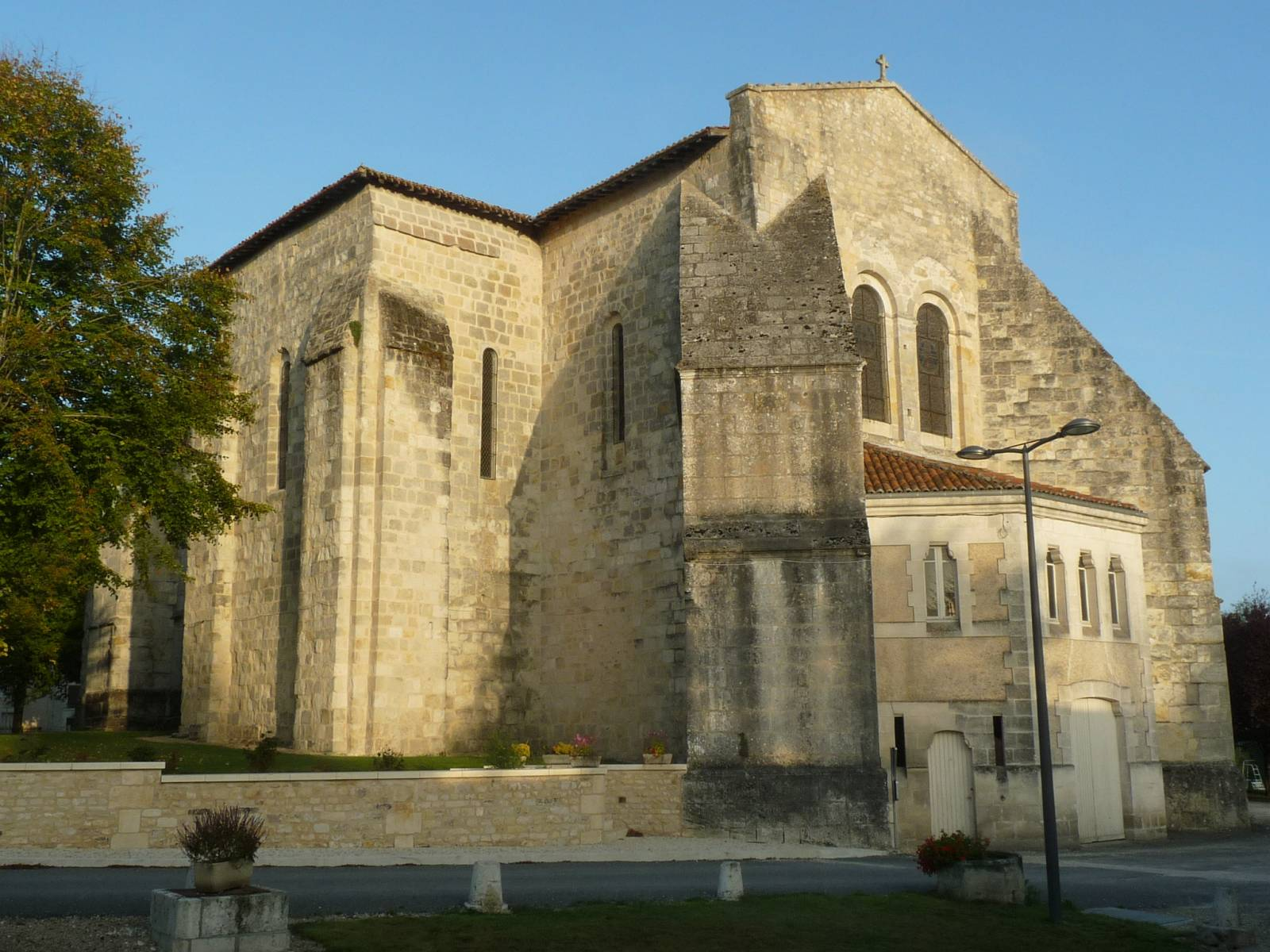
Kirche Saint-Marien
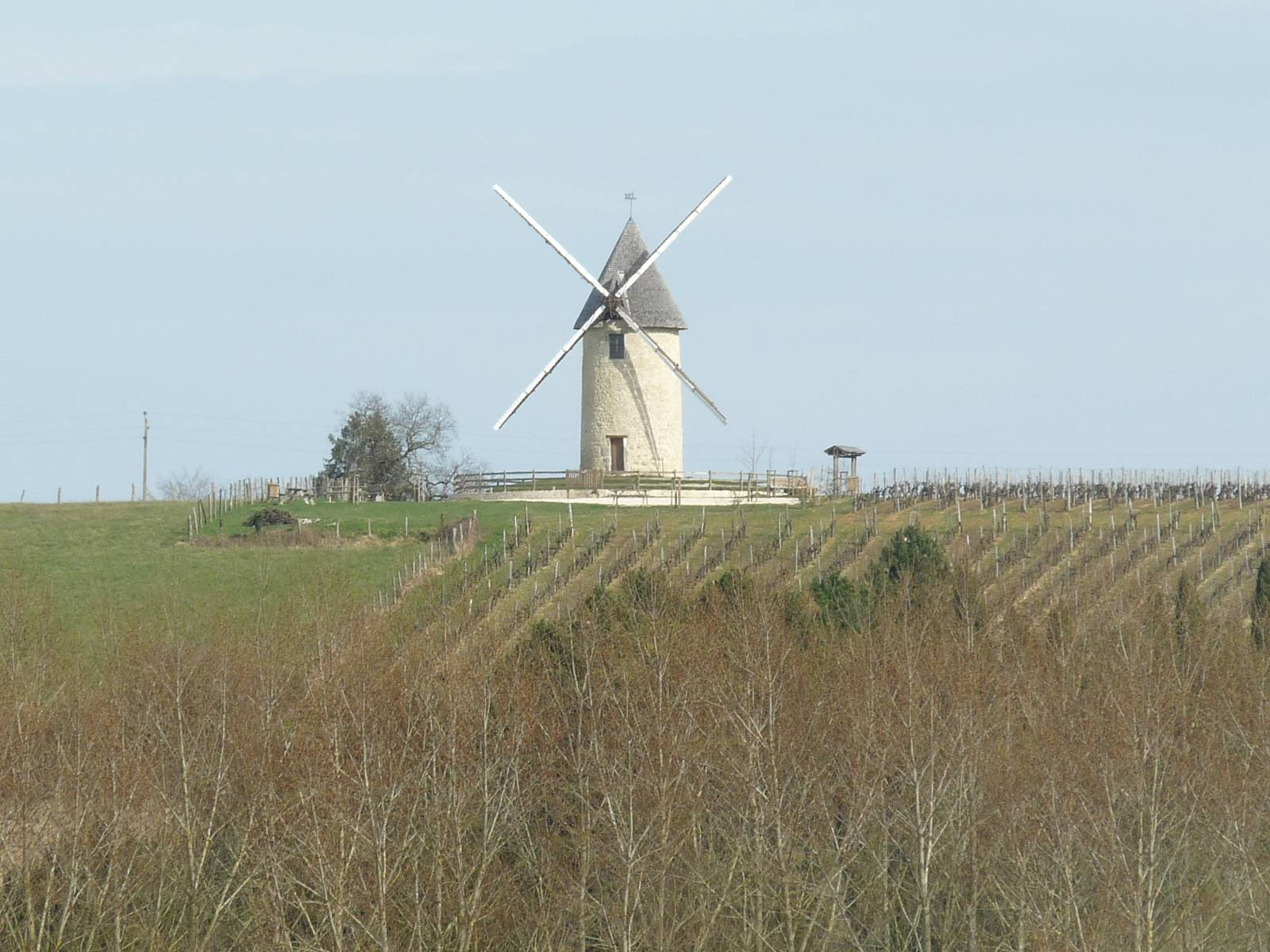
Windmühle